# Louis Falmagne
Louis Falmagne, né à Namur le 16 août 1828 et mort à Bruxelles le 3 mai 1871, est un graveur belge.
Ses œuvres sont notamment conservées au Musée royal des Beaux-Arts d'Anvers, dans la collection communale de Schaerbeek et au British Museum.

## Biographie

### Famille
Louis (Louis Joseph) Falmagne, né à Namur le 16 août 1828, est le fils de Pierre Antoine Falmagne (1796-1844), tailleur, et d'Anne Marie Cécile Melot (1802), mariés le 17 février 1827.

### Formation
Après ses études secondaires au Collège Notre-Dame de la Paix de Namur terminées en 1843, Louis Falmagne est étudiant à l'École royale de gravure de Bruxelles, où il bénéficie de l'enseignement de Luigi Calamatta. En 1848, le gouvernement provincial de Namur lui octroie une subvention afin qu'il puisse parfaire sa formation à l'Académie royale des beaux-arts de Bruxelles, où il reçoit, à la fin de ses études, un troisième prix de dessin d'après nature le 21 septembre 1851, le cours étant dispensé par François-Joseph Navez,. 
Pour la première fois, Louis Falmagne expose ses œuvres en participant au Salon de Bruxelles de 1851, où il envoie deux gravures : les portraits de deux membres de l'Académie royale : Louis Vincent Raoul et le baron Frédéric de Reiffenberg.

### Carrière
Il participe à huit salons triennaux belges, jusqu'en 1866 et au Salon de Paris de 1855.
Louis Falmagne meurt, célibataire, à l'âge de 42 ans, à l'hôpital Saint-Pierre de Bruxelles, le 3 mai 1871.

## Œuvre

### Caractéristiques
Louis Falmagne ne grave pas d'après les maîtres anciens, mais réalise essentiellement des portraits, d'après des artistes contemporains comme Élisabeth Vigée Le Brun, Louis Gallait, Alexandre Robert ou Henry Campotosto. Il travaille aussi à son compte en gravant des portraits de notabilités politiques et académiques. Ses gravures sont d'un burin franc et vigoureux et d'une manière un peu froide, mais nette.

### Galerie de gravures

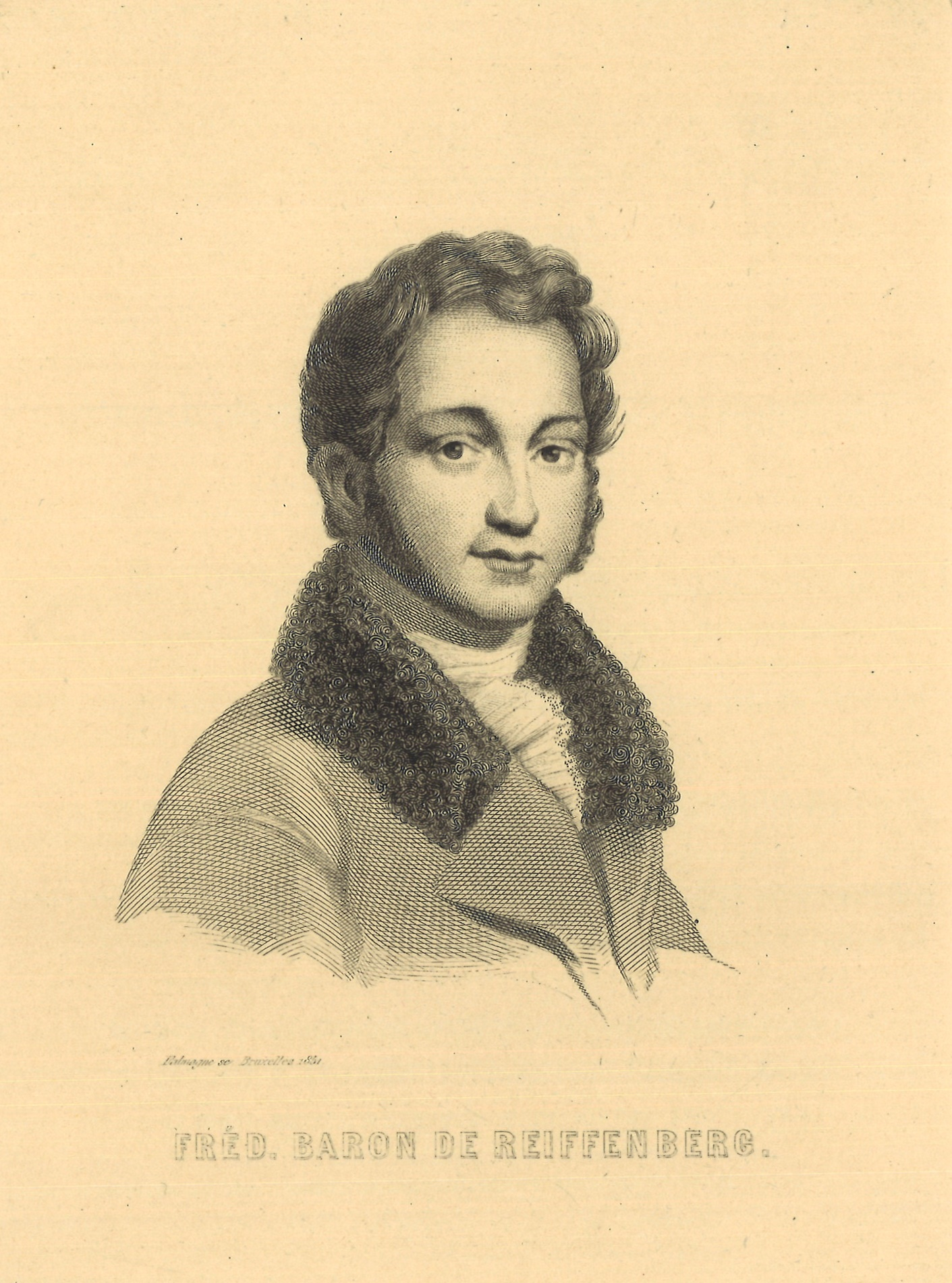
Portrait du baron de Reiffenberg.
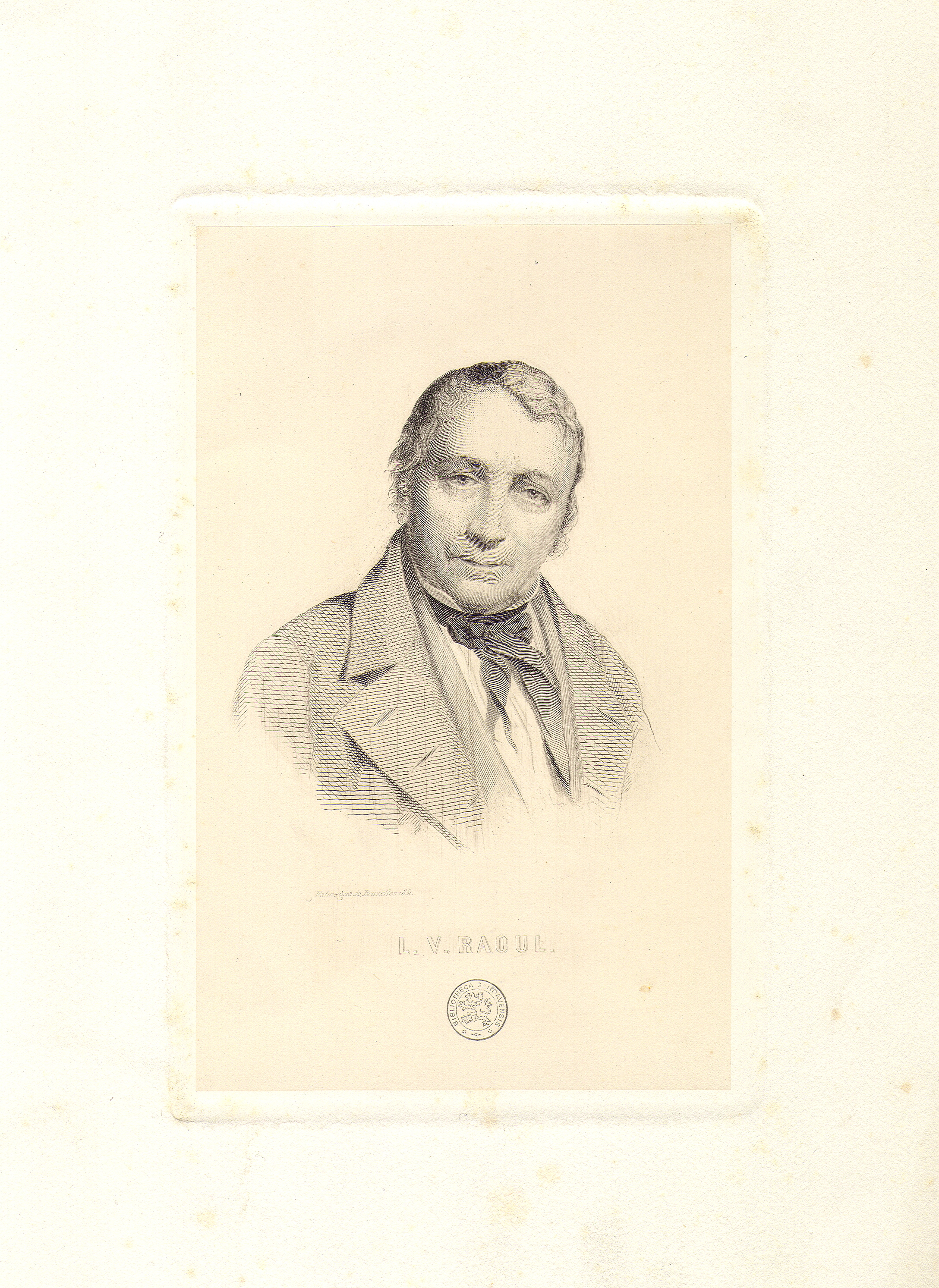
Portrait de Louis Vincent Raoul.
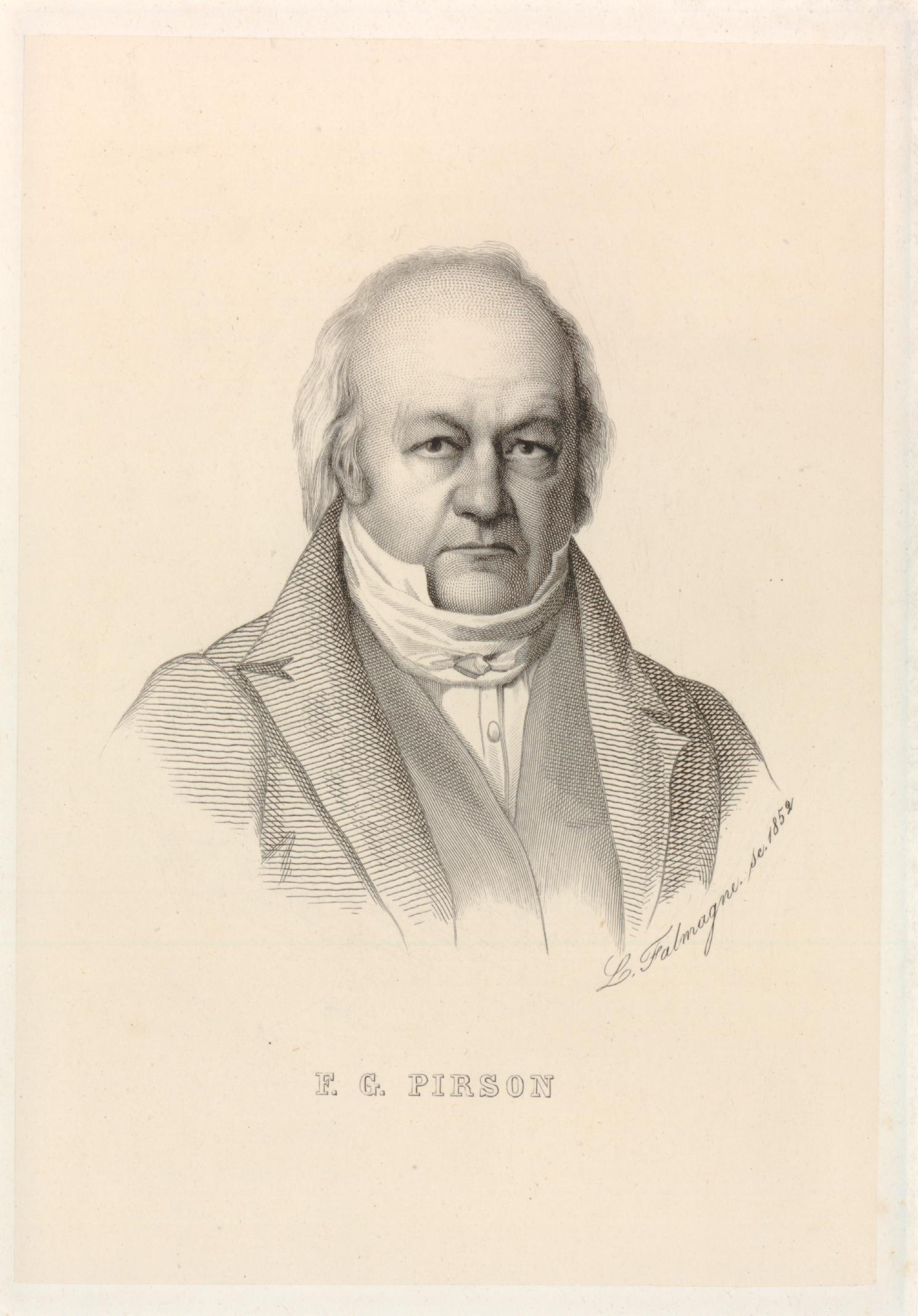
Portrait de François Pirson (1852), British Museum.
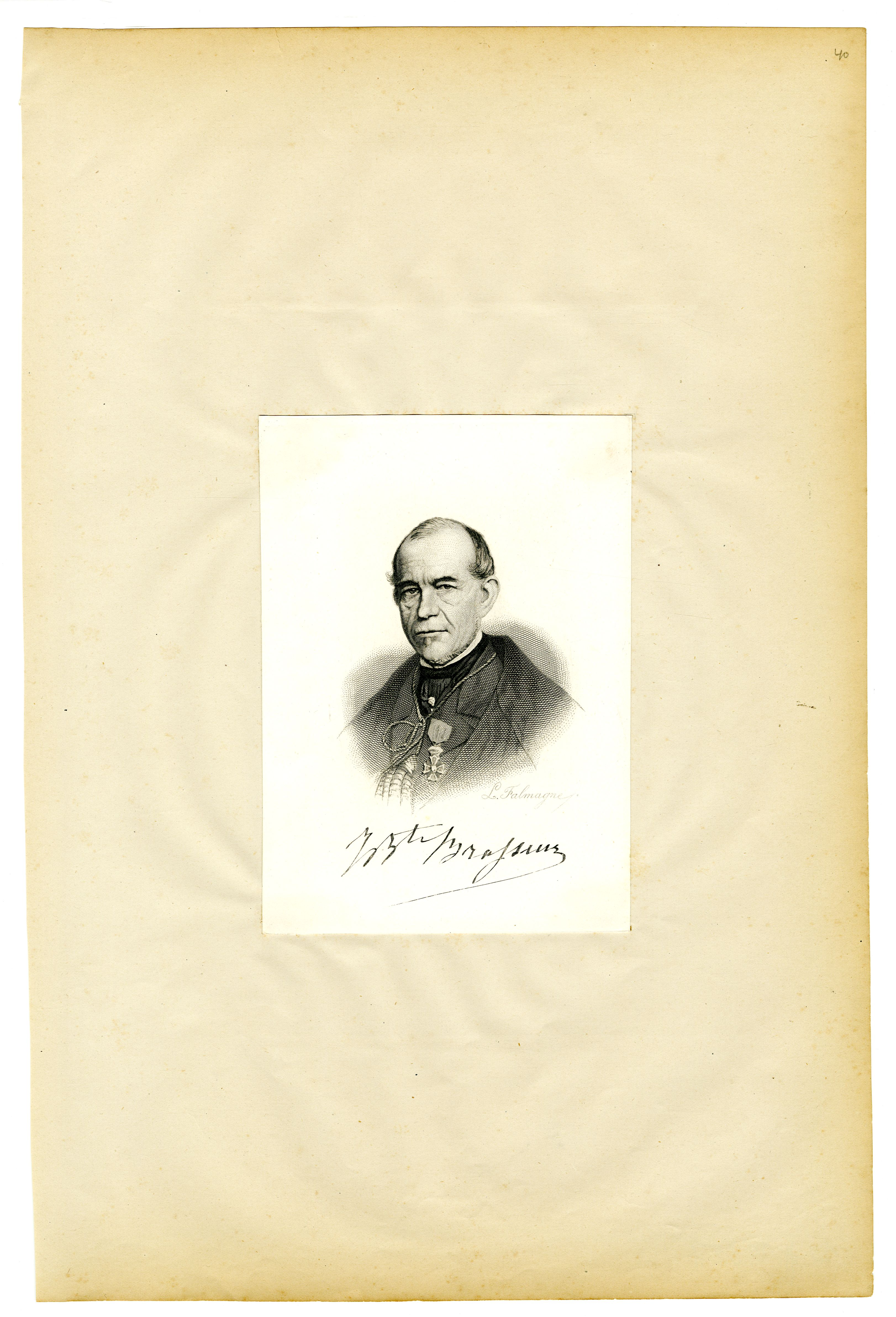
Portrait de Jean Baptiste Brasseur, professeur à l'Université de Liège.

### Expositions

#### Belgique
- Salon de Bruxelles de 1851 : cadre contenant les portraits gravés de Louis Vincent Raoul et du baron Frédéric de Reiffenberg[4].
- Salon de Bruxelles de 1854 : Portrait gravé de Grétry, d'après le tableau d'Élisabeth Vigée Le Brun, Bacchus et Portrait de François Pirson, homme politique[8].
- Salon de Bruxelles de 1857 : L'Attente, dessin d'après le tableau de Louis Gallait[9].
- Salon d'Anvers de 1858 : L'Heureux âge, dessin d'après le tableau d'Henry Campotosto[10].
- Salon de Bruxelles de 1860 : L'Attente, gravure au burin d'après le tableau de Louis Gallait et Portrait du feld-maréchal prince de Ligne, gravure[11].
- Salon d'Anvers de 1861 : L'Attente, gravure au burin d'après le tableau de Louis Gallait[12].
- Salon de Bruxelles de 1866 : deux portraits gravés : L'abbé Carton et Pierre de Ram, recteur de l'Université de Louvain[13].

#### France
- Salon de Paris de 1855 : Portrait de Grétry, d’après Mme Vigée-Lebrun (gravure)[5].

### Collections muséales
- Musée royal des Beaux-Arts d'Anvers : La Famille du pêcheur, encre sur papier, format 81 × 54,5 cm, inventaire no 1823bis/17[14].
- Commune de Schaerbeek : L'Attente, appelée également La famille du pêcheur[7].
- British Museum : six gravures : Louis Vincent Raoul (1851), Bacchus (1856), le prince de Ligne (1856), Nicolas Changarnier, André Grétry (1856) et L'Attente[15].